# Гдаль Володимир Аркадійович
Гдаль Володимир Аркадійович (* 20 червня 1954 року, Теребовля) — український поет, прозаїк, кандидат медичних наук, доцент, терапевт, гастроентеролог, член Європейського панкреатичного клубу.

## Біографічна довідка
Народився 20 червня 1954 року в Теребовлі (Тернопільщина). Виріс на Хмельниччині в селі Човгузів Теофіпольського району на березі мальовничої Полкви. Після закінчення восьмирічної школи, Теребовлянської середньої школи та Київського медучилища № 2 служив у війську. Закінчив Київський медінститут імені О. О. Богомольця, де потім працював асистентом на кафедрі факультетської терапії № 1. Завідував терапевтичним відділенням столичної лікарні № 16.
Зараз працює доцентом кафедри терапії Національного університету охорони здоров'я України імені П. Л. Шупика, кандидат медичних наук, доцент, автор близько п'ятдести наукових публікацій.
Поетичні доробки автора друкували журнали «Україна» та «Тернопіль». Протягом 90-х років на Першому каналі Національного радіо прозвучали кілька радіопрограм, присвячених його поезії. На слова автора створено кілька музичних композицій.

## Творчий доробок
- 1992 — поетична збірка «Над Теребовлею дощі»
- 1995 — збірка поезій «Калина на рові».
- 2010 — «В інтимних куточках твоєї душі»
- 2018 — «Гаряча осені палітра» [Архівовано 16 червня 2018 у Wayback Machine.]
- 2024 — роман «У полоні одвічних мрій»
- 2024 — авторська поетична антологія «Обмерзлі кетяги калини».